# Carbacefem

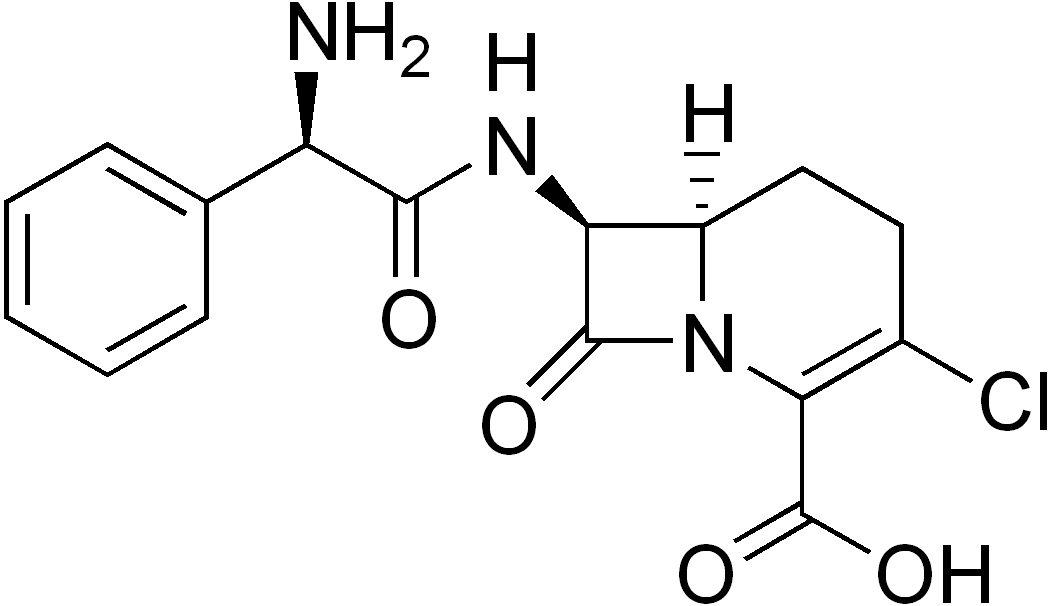
Estructura química del Loracarbef

En farmacología, los carbacefem son una clase de antibióticos que, molecularmente, son formas modificadas de las cefalosporinas. Por ello, su composición es la de un antibiótico betalactámico sintético y, por lo general, se administra por vía oral. Su mecanismo de acción previene que la bacteria diana se divida al inhibir la síntesis de la pared celular del germen. El principal representante comercial de los carbacefem es el loracarbef, indicado en el tratamiento de neumonía, bronquitis e infecciones al oído, nariz, piel, garganta y a las vías urinarias. Como todo antibiótico, los carbacefem no tienen ningún efecto sobre los resfriados, la gripe y otras infecciones virales.